# Rekkared I

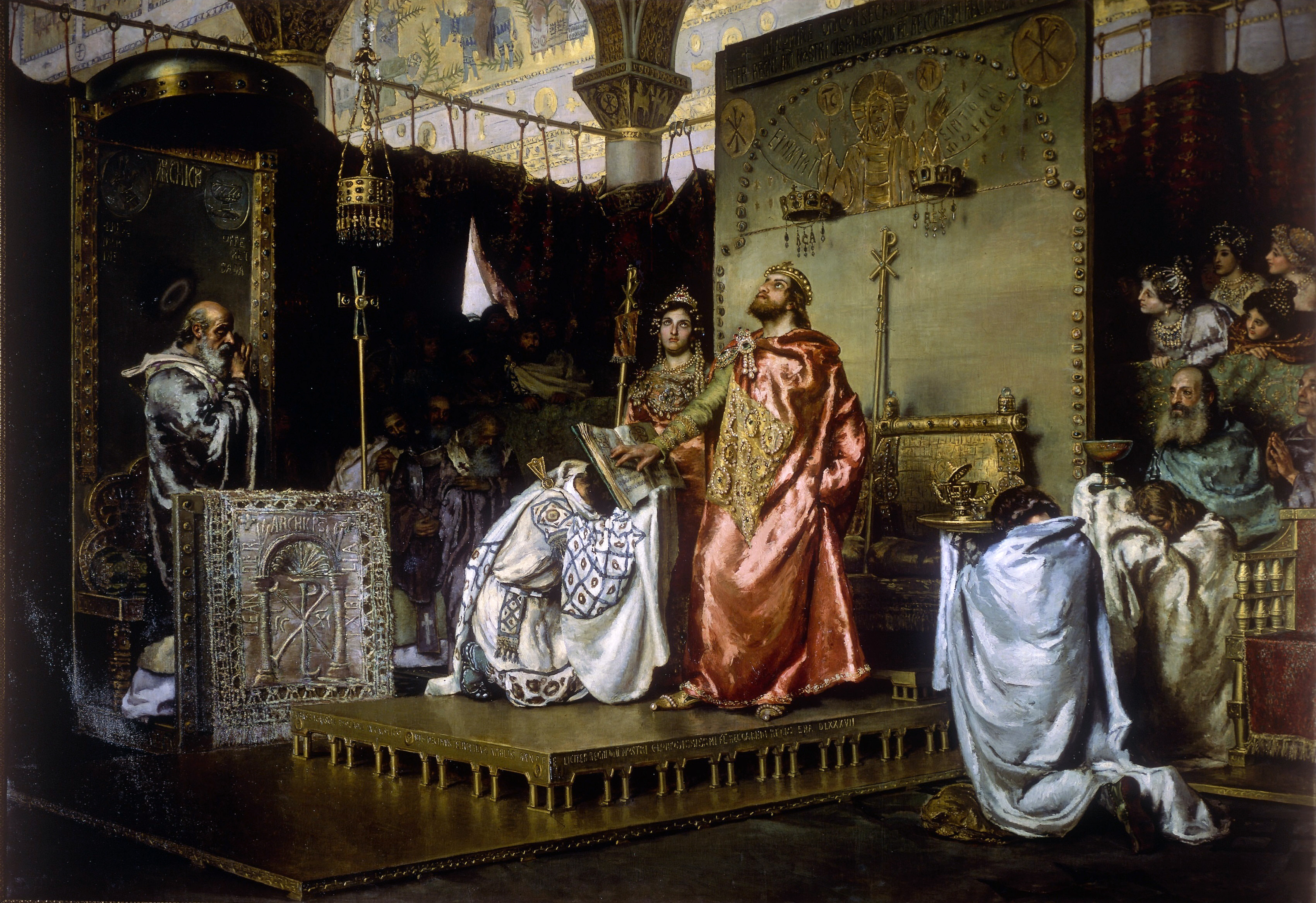
Konwersja katolicka Rekkareda I (Antonio Muñoz Degrain, Pałac Senatu w Madrycie).

Rekkared I, także Rekkaret – król wizygocki w latach 586–601. Objął tron po śmierci ojca, Leowigilda. Prowadził walki z Frankami o Septymanię, wprowadził katolicyzm w miejsce panującego dotąd arianizmu. Na trzecim synodzie toledańskim poparł uchwałę przeciwko Żydom.

## Wojna z Frankami
W roku 589 wojska wizygockie, dowodzone przez duksa Luzytanii, Klaudiusza, odniosły zwycięstwo nad Frankami nad rzeką Aude koło Carcassonne. Klęska na tyle zniechęciła Franków, że ponownie najechali oni Półwysep Iberyjski dopiero w roku 631.

## Konwersja katolicka
Pierwszym krokiem Rekkareda na drodze przyjęcia katolicyzmu było zwołanie narady biskupów ariańskich z katolickimi. Sam Rekkared aktywnie uczestniczył w obradach, mających na celu znalezienie prawdziwej wiary. Król opowiedział się po stronie katolicyzmu, a jako argument przedstawił fakt, że – jak dotąd – żaden arianin nie dokonał cudu.
Na kolejnym zjeździe, tym razem bez udziału biskupów ariańskich, Rekkared został przyjęty na łono Kościoła katolickiego. Stało się to zapewne już w lutym 587 roku, aczkolwiek jako datę konwersji króla podaje się niekiedy również rok 589. Po przejściu na katolicyzm wydał rozporządzenie, w którym nakazał palić dotychczas używane rękopisy Biblii gockiej Wulfili, gdyż uznał je za skażone herezją ariańską.
Przyjęcie przez króla chrztu w obrządku katolickim wywołało wzburzenie wśród jego poddanych. Nie zabrakło przejawów otwartej opozycji. Na czele pierwszego spisku stał ariański biskup Meridy, Sunna. Po jego stronie opowiedziała się część wizygockich możnych, a nawet niektórzy komesowie. Wydarzeniem, świadczącym o tym, że spisek ten miał podłoże nie tylko religijne, jest fakt, że przyłączyło się do niego wielu prostych ludzi, od dawna wyznających katolicyzm. Niektóre źródła sugerują, iż spiskowcy zamierzali obalić króla.
Spisek został wykryty na skutek zdrady jednego ze sprzysiężonych, późniejszego króla Witeryka.
Na początku 589 roku wykryto następny spisek, zawiązany przez matkę Rekkareda, królową Galaswintę wspólnie z ariańskim biskupem Uldilą. Rychła śmierć królowej niejako rozwiązała sprawę.

## Trzeci synod toledański
Trzeci synod biskupów zebrał się na początku maja 589 roku w stolicy państwa, Toledo. Właściwe obrady rozpoczęły się 8 maja, po odwołaniu przez Rekkareda zakazu (obowiązującego od 40 lat) zbierania się synodów katolickich.
Obecni przedstawiciele do niedawna ariańskiego duchowieństwa publicznie obwieścili fakt dokonania konwersji i wyklęli herezję ariańską, ujmując anatemę w 23 artykułach. Synod rozszerzył jurysdykcyjne uprawnienia biskupów i podjął pewne kroki przeciw Żydom i ich religii.
Przy pełnej aprobacie Rekkareda, III synod toledański w 14 kanonie uchwał występował przeciwko ludności wyznania mojżeszowego. Nakazywał przymusowy chrzest dzieci zrodzonych ze związków mieszanych, żydowsko-chrześcijańskich. Zakazywał Żydom nabywania chrześcijańskich niewolników oraz wykonywania funkcji publicznych, związanych ze sprawowaniem sądów nad ludnością chrześcijańską. Ponadto kanon ten przewidywał surowe sankcje w przypadku, gdyby Żyd nakłonił swego już posiadanego chrześcijańskiego niewolnika do przejścia na judaizm.